# Ngoro
Ngoro ist eine Gemeinde und ein Arrondissement im Département Mbam-et-Kim in der Region Centre in Kamerun.

## Geografie
Ngoro liegt im zentralen Kamerun, etwa 100 Kilometer nördlich der Hauptstadt Yaoundé.

## Geschichte
Die Gemeinde wurde 1995 gegründet.

## Verkehr
Ngoro liegt an der Departementstraße D50. 